# Джон Пульман
Джо́н Пу́льман (англ. John Pulman; нар.12 грудня 1923 — пом. 25 грудня 1998) — англійський колишній професіональний гравець у снукер.

## Біографія та кар'єра
Народився в Девонширі (Англія). У 1946 році став наймолодшим переможцем чемпіонату Англії серед любителів, і відразу після цього отримав статус професіонала. Вперше виступив на чемпіонаті світу у 1947-му, але програв у кваліфікаційному раунді Альберту Брауну, якого роком раніше Джон обіграв у фіналі першості серед любителів. Пульман двічі з'являвся у фіналах чемпіонату, в 1955 та 1956, але обидва рази поступався не менш іменитому Фреду Девісу. Свій перший титул чемпіона англієць отримав у 1957 році, коли у фіналі переміг Джейка Рі з рахунком 39:34. Незважаючи на те, що першість світу не проводилося в наступні шість років, Пульману вдалося зберегти своє звання на відновленому, челлендж-турнірі у 1964-му — він вдруге за кар'єру виграв у Девіса, 19:16. Джон ще шість разів ставав володарем кубка чемпіона (останній — у 1968), перед тим як втратити своє звання в стартовому матчі чемпіонату 1969 — тоді він програв своєму співвітчизникові — Джону Спенсеру — з рахунком 18:25.. Варто зауважити, що це був перший програш Пульмана з 1957 року.
Він зумів знову вийти у фінал у наступний раз, але був переможений валлійцем Реєм Ріардон, 33:37. А 1975-го Джон виграв новий турнір — Canadian Open.
Останню гру на чемпіонаті світу Пульман провів у 1980-му — тоді він поступився в першому колі Джиму Вічу, 5:10. Джон пішов з професіоналів через два роки, після чого почав коментувати снукер на каналі ITV.
Помер у себе вдома після падіння зі сходів.

## Досягнення в кар'єрі
- Чемпіонат світу переможець — 1957, 1964 (двічі), 1965 (тричі), 1966, 1968
- Чемпіонат світу фіналіст — 1955—1956, 1970
- News of the World Championship переможець — 1954, 1957
- News of the World Championship фіналіст — 1958